# Wim Hermsen (sporter en astronoom)
Willem ("Wim") Hermsen (Hilversum, 7 september 1947) is een voormalig Nederlandse waterpolospeler en astronoom.
Wim Hermsen nam als waterpoloër deel aan de Olympische Spelen van 1972 in München. Hij eindigde met het Nederlands team op de zevende plaats. Hij was ook in Mexico op de Olympische Zomerspelen 1968 .
Wim Hermsen komt uit een waterpolofamilie, zijn broers André en Henk Hermsen hebben ook deelgenomen aan de Olympische Spelen.
Wim Hermsen promoveerde in 1980 aan de Universiteit Leiden bij Hendrik C. van de Hulst op een proefschrift met de titel Gamma-ray sources.
Vanaf 2003 was Wim Hermsen hoogleraar sterrenkunde aan de Universiteit van Amsterdam. In 2012 ging hij met emeritaat. Tevens is hij verbonden aan het Nederlands instituut voor ruimteonderzoek SRON, waar hij leiding gaf aan de afdeling Hoge-energie-astrofysica (HEA).